# Associazione Calcio Spezia 1988-1989
Questa voce raccoglie le informazioni riguardanti l'Associazione Calcio Spezia nelle competizioni ufficiali della stagione 1988-1989.

## Stagione
Nella stagione 1988-1989 lo Spezia ha disputato il quinto campionato di Serie C1 della sua storia. Con 42 punti raccolti, ha ottenuto il terzo posto. A due punti dalla promozione diretta, infatti sono state promosse la Reggiana con 46 punti e la Triestina con 44 punti. Dopo trent'anni di attesa lo Spezia torna ad assaporare la Coppa Italia maggiore, le avversarie si chiamano Napoli di Diego Armando Maradona, Bari, Bologna ecc., arrivano certo delle batoste, ma questa è linfa vitale per il calcio spezzino. L'allenatore Sergio Carpanesi è sempre più saldo sulla panchina delle aquile, mentre la Serie B torna ad essere un sogno per i tifosi bianconeri. Se ne vanno Giuseppe Pillon e Sergio Ferretti, ma gli arrivi sono importanti, la punta Oscar Tacchi in arrivo dall'Ancona che segna 14 reti, l'esperto difensore toscano Giuliano Giorgi preso dal Barletta, i centrocampisti Marco Marocchi preso dal Livorno e Bruno Russo preso dal Taranto. In campionato la partenza è ottima, al giro di boa lo Spezia è campione d'inverno, ma il girone di ritorno riserva agli aquilotti tutti gli scontri diretti in trasferta, e molti di questi saranno sconfitte. Comunque si chiude il torneo, vicino due soli punti al sogno cadetto.

## Divise e sponsor
Lo sponsor di maglia per la stagione 1988-1989 fu Formaggino d'Oro Grünland.
| Casa | Trasferta |

## Organigramma societario
Area direttiva
- Presidente: Domenico Mastropasqua
- General manager: Renato Caruso
- Direttore sportivo: prof. Oreste Cinquini
- Segretario: Federico Finetti

Area tecnica
- Allenatore: Sergio Carpanesi
- Medico sociale: dott. Enrico Rossi
- Massaggiatore: Luciano Dati

## Rosa
| N. |                   | Ruolo | Calciatore         |
| -- | ----------------- | ----- | ------------------ |
|    | Italia (bandiera) | P     | Giancarlo Beni     |
|    | Italia (bandiera) | P     | Maurizio Rollandi  |
|    | Italia (bandiera) | D     | Luca Chiappino     |
|    | Italia (bandiera) | D     | Daniele Conti      |
|    | Italia (bandiera) | D     | Alberto Dal Canto  |
|    | Italia (bandiera) | D     | Giuliano Giorgi    |
|    | Italia (bandiera) | D     | Biagio Grasso      |
|    | Italia (bandiera) | D     | Nicola Peragine    |
|    | Italia (bandiera) | D     | Francesco Siviero  |
|    | Italia (bandiera) | A     | Fabrizio Bertoneri |
|    | Italia (bandiera) | C     | Alberto Carlini    |

| N. |                   | Ruolo | Calciatore          |
| -- | ----------------- | ----- | ------------------- |
|    | Italia (bandiera) | C     | Massimo Ceccaroni   |
|    | Italia (bandiera) | C     | Marco Marocchi      |
|    | Italia (bandiera) | C     | Giuseppe Pregnolato |
|    | Italia (bandiera) | C     | Pietro Puzone       |
|    | Italia (bandiera) | C     | Bruno Russo         |
|    | Italia (bandiera) | C     | Luciano Spalletti   |
|    | Italia (bandiera) | C     | Andrea Stabile      |
|    | Italia (bandiera) | A     | Andrea Mariano      |
|    | Italia (bandiera) | A     | Marco Spilli        |
|    | Italia (bandiera) | A     | Oscar Tacchi (II)   |
|    | Italia (bandiera) | A     | Andrea Telesio      |

## Risultati

### Serie C1

#### Girone d'andata
| Arbitro: | Arcangeli (Terni) |

|                                  |           |             |
| Mariano 22’ Ceccaroni 61’ (rig.) | Marcatori | 83’ R. Gori |

| Mantova 18 settembre 1988 2ª giornata | Mantova                     | 0 – 0 | Spezia | Stadio Danilo Martelli\| Arbitro: \| Cinciripini (Ascoli Piceno) \| |
| Arbitro:                              | Cinciripini (Ascoli Piceno) |       |        |                                                                     |

| Arbitro: | Cardona (Milano) |

|                                                                         |           |  |
| Marocchi 15’ Ceccaroni 27’, 41’ (rig.) Filisetti 37’ (aut.) Telesio 74’ | Marcatori |  |

| Arbitro: | Arena (Ercolano) |

|                    |           |  |
| Stabile 45’ (aut.) | Marcatori |  |

| Arbitro: | Scaramuzza (Venezia) |

|                                         |           |  |
| Mariano 45’ Chiappino 65’ O. Tacchi 81’ | Marcatori |  |

| Arbitro: | Rosica (Roma) |

|                       |           |               |
| G. Carboni 80’ (rig.) | Marcatori | 74’ Spalletti |

| Arbitro: | Arcangeli (Terni) |

|                           |           |  |
| Mariano 72’ O. Tacchi 86’ | Marcatori |  |

| Arbitro: | Bizzarri (Ferrara) |

|                                |           |                                      |
| Nicoletti 53’ (rig.) Pizzi 82’ | Marcatori | 12’ Mariano 34’ Telesio 67’ B. Russo |

| Arbitro: | Capovilla (Carrara) |

|               |           |             |
| O. Tacchi 47’ | Marcatori | 76’ Labardi |

| La Spezia 13 novembre 1988 10ª giornata | Spezia                      | 0 – 0 | Reggiana | Stadio Alberto Picco\| Arbitro: \| Cinciripini (Ascoli Piceno) \| |
| Arbitro:                                | Cinciripini (Ascoli Piceno) |       |          |                                                                   |

| Cento 20 novembre 1988 11ª giornata | Centese          | 0 – 0 | Spezia | Stadio Loris Bulgarelli\| Arbitro: \| Morello (Ragusa) \| |
| Arbitro:                            | Morello (Ragusa) |       |        |                                                           |

| Arbitro: | Russo (Chieti) |

|  |           |          |
|  | Marcatori | 13’ Aimo |

| Arbitro: | Merlino (Torre del Greco) |

|  |           |              |
|  | Marcatori | 1’ O. Tacchi |

| Arbitro: | Griffo (Palermo) |

|                            |           |  |
| Ceccaroni 3’ O. Tacchi 44’ | Marcatori |  |

| Arbitro: | Cardona (Milano) |

|              |           |  |
| M. Rossi 21’ | Marcatori |  |

| Arbitro: | Fucci (Salerno) |

|  |           |                            |
|  | Marcatori | 60’ B. Russo 90’ O. Tacchi |

| Arbitro: | Scaramuzza (Venezia) |

|               |           |  |
| O. Tacchi 79’ | Marcatori |  |

#### Girone di ritorno
| Arbitro: | Rosica (Roma) |

|               |           |               |
| Ferraroni 12’ | Marcatori | 55’ O. Tacchi |

| Arbitro: | Arcangeli (Terni) |

|                    |           |  |
| O. Tacchi 18’, 48’ | Marcatori |  |

| Venezia 5 febbraio 1989 20ª giornata | Venezia                     | 0 – 0 | Spezia | Stadio Pierluigi Penzo\| Arbitro: \| Cinciripini (Ascoli Piceno) \| |
| Arbitro:                             | Cinciripini (Ascoli Piceno) |       |        |                                                                     |

| La Spezia 12 febbraio 1989 21ª giornata | Spezia                     | 0 – 0 | Pro Livorno | Stadio Alberto Picco\| Arbitro: \| De Angelis (Civitavecchia) \| |
| Arbitro:                                | De Angelis (Civitavecchia) |       |             |                                                                  |

| Ferrara 19 febbraio 1989 22ª giornata | SPAL            | 0 – 0 | Spezia | Stadio Paolo Mazza\| Arbitro: \| Tommasi (Pavia) \| |
| Arbitro:                              | Tommasi (Pavia) |       |        |                                                     |

| Arbitro: | Bazzoli (Merano) |

|                                                 |           |              |
| Spalletti 8’ O. Tacchi 35’ Ceccaroni 43’ (rig.) | Marcatori | 9’ Giansanti |

| Arbitro: | Fucci (Salerno) |

|                |           |  |
| Lenarduzzi 16’ | Marcatori |  |

| Arbitro: | Arcangeli (Terni) |

|               |           |                |
| Ceccaroni 46’ | Marcatori | 79’ Cantarutti |

| Trento 25 marzo 1989 26ª giornata | Trento          | 0 – 0 | Spezia | Stadio Briamasco\| Arbitro: \| Tommasi (Pavia) \| |
| Arbitro:                          | Tommasi (Pavia) |       |        |                                                   |

| Arbitro: | Merlino (Torre del Greco) |

|                              |           |  |
| Ginelli 12’ Silenzi 24’, 80’ | Marcatori |  |

| Arbitro: | Rossignoli (Firenze) |

|                                       |           |                   |
| B. Russo 1’ Chiappino 10’ Mariano 11’ | Marcatori | 87’ (aut.) Giorgi |

| Arbitro: | Arcangeli (Terni) |

|              |           |  |
| Calonaci 68’ | Marcatori |  |

| Arbitro: | Fucci (Salerno) |

|               |           |  |
| O. Tacchi 87’ | Marcatori |  |

| Arbitro: | Mughetti (Cesena) |

|              |           |                             |
| Olivares 40’ | Marcatori | 35’ O. Tacchi 49’ Spalletti |

| Arbitro: | Rosica (Roma) |

|               |           |  |
| O. Tacchi 48’ | Marcatori |  |

| La Spezia 28 maggio 1989 33ª giornata | Spezia           | 0 – 0 | Arezzo | Stadio Alberto Picco\| Arbitro: \| Cardona (Milano) \| |
| Arbitro:                              | Cardona (Milano) |       |        |                                                        |

| Arbitro: | Fucci (Salerno) |

|                                    |           |             |
| Pascucci 58’ Paci 68’ G. Salvi 89’ | Marcatori | 53’ Mariano |

### Coppa Italia

#### Primo turno
| Arbitro: | Nicchi (Arezzo) |

|                      |           |                                    |
| Ceccaroni 76’ (rig.) | Marcatori | 73’ Francini 80’, 83’ A. Carnevale |

| Arbitro: | Frattin (Castelfranco Veneto) |

|                                               |           |  |
| Lorenzo 28’, 69’ Quaggiotto 57’ Poli 67’, 68’ | Marcatori |  |

| Arbitro: | Dal Forno (Ivrea) |

|             |           |                                           |
| Mariano 26’ | Marcatori | 45’ M. Armenise 52’ Scarafoni 86’ Monelli |

| Arbitro: | Monni (Sassari) |

|             |           |                               |
| Mariano 88’ | Marcatori | 40’ E. Roselli 45’ Ficcadenti |

| Barletta 3 settembre 1988 5ª giornata | Barletta           | 0 – 0 | Spezia | Stadio Comunale\| Arbitro: \| Stafoggia (Pesaro) \| |
| Arbitro:                              | Stafoggia (Pesaro) |       |        |                                                     |

### Coppa Italia Serie C

#### Fase finale
| Carrara 5 gennaio 1989 Sedicesimi di finale - Andata | Carrarese         | 0 – 0 | Spezia | Stadio dei Marmi\| Arbitro: \| Mughetti (Cesena) \| |
| Arbitro:                                             | Mughetti (Cesena) |       |        |                                                     |

| Arbitro: | Bettin (Padova) |

|             |                      |              |
| Stabile 44’ | Marcatori            | 56’ Mainardi |
|             | Tiri di rigore 5 – 6 |              |

## Statistiche

### Statistiche di squadra
| Competizione         | Punti | In casa | In casa | In casa | In casa | In casa | In casa | In trasferta | In trasferta | In trasferta | In trasferta | In trasferta | In trasferta | Totale | Totale | Totale | Totale | Totale | Totale | DR  |
| Competizione         | Punti | G       | V       | N       | P       | Gf      | Gs      | G            | V            | N            | P            | Gf           | Gs           | G      | V      | N      | P      | Gf     | Gs     | DR  |
| -------------------- | ----- | ------- | ------- | ------- | ------- | ------- | ------- | ------------ | ------------ | ------------ | ------------ | ------------ | ------------ | ------ | ------ | ------ | ------ | ------ | ------ | --- |
| Serie C1             | 42    | 17      | 11      | 5       | 1       | 27      | 6       | 17           | 4            | 7            | 6            | 11           | 15           | 34     | 15     | 12     | 7      | 38     | 21     | +17 |
| Coppa Italia         |       | 3       | 0       | 0       | 3       | 3       | 8       | 2            | 0            | 1            | 1            | 0            | 5            | 5      | 0      | 1      | 4      | 3      | 13     | -10 |
| Coppa Italia Serie C |       | 1       | 0       | 1       | 0       | 1       | 1       | 1            | 0            | 1            | 0            | 0            | 0            | 2      | 0      | 2      | 0      | 1      | 1      | 0   |
| Totale               |       | 21      | 11      | 6       | 4       | 31      | 15      | 20           | 4            | 9            | 7            | 11           | 20           | 41     | 15     | 15     | 11     | 42     | 35     | +7  |

### Statistiche dei giocatori
| Giocatore      | Serie C1 | Serie C1 | Coppa Italia | Coppa Italia | Coppa Italia Serie C | Coppa Italia Serie C | Totale   | Totale |
| Giocatore      | Presenze | Reti     | Presenze     | Reti         | Presenze             | Reti                 | Presenze | Reti   |
| -------------- | -------- | -------- | ------------ | ------------ | -------------------- | -------------------- | -------- | ------ |
| G. Beni        | -        | -        | 2            | -5           | ?                    | ?                    | 2+       | -5+    |
| F. Bertoneri   | -        | -        | 2            | 0            | ?                    | ?                    | 2+       | 0+     |
| A. Carlini     | -        | -        | 1            | 0            | ?                    | ?                    | 1+       | 0+     |
| M. Ceccaroni   | 32       | 6        | 5            | 1            | ?                    | ?                    | 37+      | 7+     |
| L. Chiappino   | 33       | 2        | 3            | 0            | ?                    | ?                    | 36+      | 2+     |
| D. Conti       | 20       | 0        | 4            | 0            | ?                    | ?                    | 24+      | 0+     |
| A. Dal Canto   | 1        | 0        | 3            | 0            | ?                    | ?                    | 4+       | 0+     |
| G. Giorgi      | 27       | 0        | -            | -            | ?                    | ?                    | 27+      | 0+     |
| B. Grasso      | 24       | 0        | -            | -            | ?                    | ?                    | 24+      | 0+     |
| A. Mariano     | 32       | 6        | 5            | 2            | ?                    | ?                    | 37+      | 8+     |
| M. Marocchi    | 29       | 1        | 5            | 0            | ?                    | ?                    | 34+      | 1+     |
| N. Peragine    | 17       | 0        | 5            | 0            | ?                    | ?                    | 22+      | 0+     |
| G. Pregnolato  | 34       | 0        | 5            | 0            | ?                    | ?                    | 39+      | 0+     |
| P. Puzone      | 10       | 0        | -            | -            | ?                    | ?                    | 10+      | 0+     |
| M. Rollandi    | 34       | -21      | 3            | -8           | ?                    | ?                    | 37+      | -29+   |
| B. Russo       | 28       | 3        | -            | -            | ?                    | ?                    | 28+      | 3+     |
| F. Siviero     | 4        | 0        | -            | -            | ?                    | ?                    | 4+       | 0+     |
| L. Spalletti   | 33       | 3        | 5            | 0            | ?                    | ?                    | 38+      | 3+     |
| M. Spilli      | -        | -        | 1            | 0            | ?                    | ?                    | 1+       | 0+     |
| A. Stabile     | 31       | 0        | 4            | 0            | ?                    | ?                    | 35+      | 0+     |
| O. Tacchi (II) | 32       | 14       | 4            | 0            | ?                    | ?                    | 36+      | 14+    |
| A. Telesio     | 11       | 2        | 4            | 0            | ?                    | ?                    | 15+      | 2+     |